# Discografia dei Tazenda
La discografia dei Tazenda, gruppo musicale italiano formatosi nel 1988 in Sardegna, conta nove album in studio, sei album dal vivo e una raccolta, pubblicati con la formazione Marielli/Camedda affiancati sino al 1998 dallo storico cantante del gruppo Andrea Parodi, e successivamente da Beppe Dettori (con il quale vengono pubblicati due album in studio e altrettanti album dal vivo) e dal 2013 da Nicola Nite.

## Album

### Album in studio
| Anno | Titolo                                                                                 | Classifica ITA | Certificazione ITA |
| ---- | -------------------------------------------------------------------------------------- | -------------- | ------------------ |
| 1988 | Tazenda - Etichetta: Dischi Ricordi - Formato: CD, LP, musicassetta, download digitale | —              | —                  |
| 1991 | Murales - Etichetta: Visa Record, BMG Ricordi - Formato: CD, LP, musicassetta          | 16             | Oro                |
| 1992 | Limba - Etichetta: Visa Record - Formato: CD, LP, musicassetta                         | —              | Oro                |
| 1995 | Fortza paris - Etichetta: Visa Record - Formato: CD, musicassetta                      | —              | —                  |
| 1998 | Sardinia - Etichetta: Crisler Music - Formato: CD, download digitale                   | —              | —                  |
| 2005 | ¡¡¡Bum-ba!!! - Etichetta: Tronos - Formato: CD, download digitale                      | —              | —                  |
| 2007 | Vida - Etichetta: Radiorama - Formato: CD, download digitale                           | 7              | Platino            |
| 2008 | Madre Terra - Etichetta: Radiorama - Formato: CD, download digitale                    | 31             | Oro                |
| 2012 | Ottantotto - Etichetta: Vida Records - Formato: CD, download digitale                  | —              | —                  |
| 2021 | Antìstasis - Etichetta: Vida Records - Formato: CD, download digitale                  | —              | —                  |

### Album dal vivo
| Anno | Titolo                                                                                                 | Classifica ITA |
| ---- | --- | -------------- |
| 1993 | Il popolo rock - Etichetta: Visa Record - Formato: 2 CD, 2 LP, VHS                                     | —              |
| 2001 | Bios - Etichetta: Frorias Edizioni Musicali - Formato: CD, download digitale                           | —              |
| 2006 | Reunion - Etichetta: Tronos - Formato: CD+DVD, CD, download digitale                                   | —              |
| 2009 | Il nostro canto - Live in Sardinia - Etichetta: Universal Music Group - Formato: CD, download digitale | 39             |
| 2011 | Desvelos tour - Etichetta: Vida Records - Formato: CD+DVD, download digitale                           | —              |
| 2015 | Il respiro live - Etichetta: Rusty Records - Formato: CD, download digitale                            | —              |

### Raccolte
| Anno | Titolo                                                               |
| ---- | -------------------------------------------------------------------- |
| 1997 | Il Sole di Tazenda - Etichetta: BMG Ricordi - Formato: CD            |
| 2016 | S'istoria - Etichetta: Sony Music - Formato: 3 CD, download digitale |

## Singoli
| Anno | Titolo                                                           | Classifica ITA | Album di provenienza               |
| ---- | ---------------------------------------------------------------- | -------------- | ---------------------------------- |
| 1988 | A sa zente                                                       | —              | Tazenda                            |
| 1989 | Carrasecare                                                      | —              | Tazenda                            |
| 1991 | Spunta la Luna dal monte (Disamparados) (con Pierangelo Bertoli) | 3              | Murales                            |
| 1991 | Mamoiada                                                         | —              | Murales                            |
| 1993 | Il popolo rock                                                   | —              | Il popolo rock                     |
| 1997 | Scaldaci Sole                                                    | —              | Sardinia                           |
| 2003 | Bandidos                                                         | —              | /                                  |
| 2007 | Domo mia (feat. Eros Ramazzotti)                                 | 1              | Vida                               |
| 2007 | La ricerca di te                                                 | —              | Vida                               |
| 2008 | Madre Terra (con Francesco Renga)                                | 28             | Madre Terra                        |
| 2009 | Piove luce (con Gianluca Grignani)                               | —              | Il nostro canto - Live in Sardinia |
| 2009 | L'aquila                                                         | —              | Il nostro canto - Live in Sardinia |
| 2012 | Mielacrime                                                       | —              | Ottantotto                         |
| 2013 | Il respiro del silenzio (con Kekko Silvestre)                    | —              | /                                  |
| 2015 | Amore nou                                                        | —              | Il respiro live                    |
| 2018 | Dentro le parole                                                 | —              | /                                  |